# بولفاف
بولفاف أو الملفوف هو طعام محضر على الأسياخ مغربي وجزائري مخصص غالبًا لعيد الأضحى يتكون من كبد ورئة وقلب وطحال الخروف ملفوف عليه قطع الشحم، ويعد من أشهر الأطباق المغربية والجزائرية حيث أن جميع مكوناته تكون متوفرة عند ذبح خروف عيد الأضحى، تتكون السعرة الحرارية للحصة الواحدة من 182 سعرة حرارية وإجمالي الدهون 8.1 غرام.
حيث يعتبر طبق مغاربي أصيل بامتياز يشتهر في مدن المغرب والجزائر.